# Norman Shetler
Norman Shetler, né le 16 juin 1931 à Dubuque en Iowa et mort le 25 juin 2024 à Vienne (Autriche), est un pianiste classique, marionnettiste et fabricant de marionnettes, ainsi que professeur de piano américano-autrichien.

## Biographie
Norman Shetler est né en Pennsylvanie aux États-Unis. En 1955, il s'installe à Vienne en Autriche, où il étudie le piano. Diplômé en 1959, il se spécialise dans l'accompagnement de chanteurs, et travaille avec des artistes célèbres comme Anneliese Rothenberger, Peter Schreier, Dietrich Fischer-Dieskau, Brigitte Fassbaender, Hermann Prey, Margaret Price et Thomas Quasthoff. Il collabore également avec des instrumentistes, tels le violoniste Nathan Milstein et le violoncelliste Heinrich Schiff. Norman Shetler est également un soliste renommé.
Entre 1983 et 1991, il enseigne le piano et l'accompagnement des lieder à la Hochschule für Musik Würzburg. Il est professeur à l'Académie de musique et des arts du spectacle de Vienne depuis 1992. Il a plus de 70 enregistrements à son actif.
Il est en grande demande pour des classes de maître (master classes) en Amérique, en Asie et en Europe, et en particulier à l'université Mozarteum de Salzbourg,,.
Pendant plus de 35 ans, il se consacre aux marionnettes, à la fois comme un fabricant de marionnettes et comme marionnettiste. Il s'est produit en spectacle (intitulé Musical Puppet Cabaret) sur trois continents, dans de nombreux festivals et à la télévision,,.

## Discographie partielle
- Franz Schubert : Winterreise, D 911 (arrangement Rummel) avec Xaver Hutter, narration et Martin Rummel, violoncelle, Paladino Music